# Prima Esposizione Internazionale d'Arte Decorativa Moderna

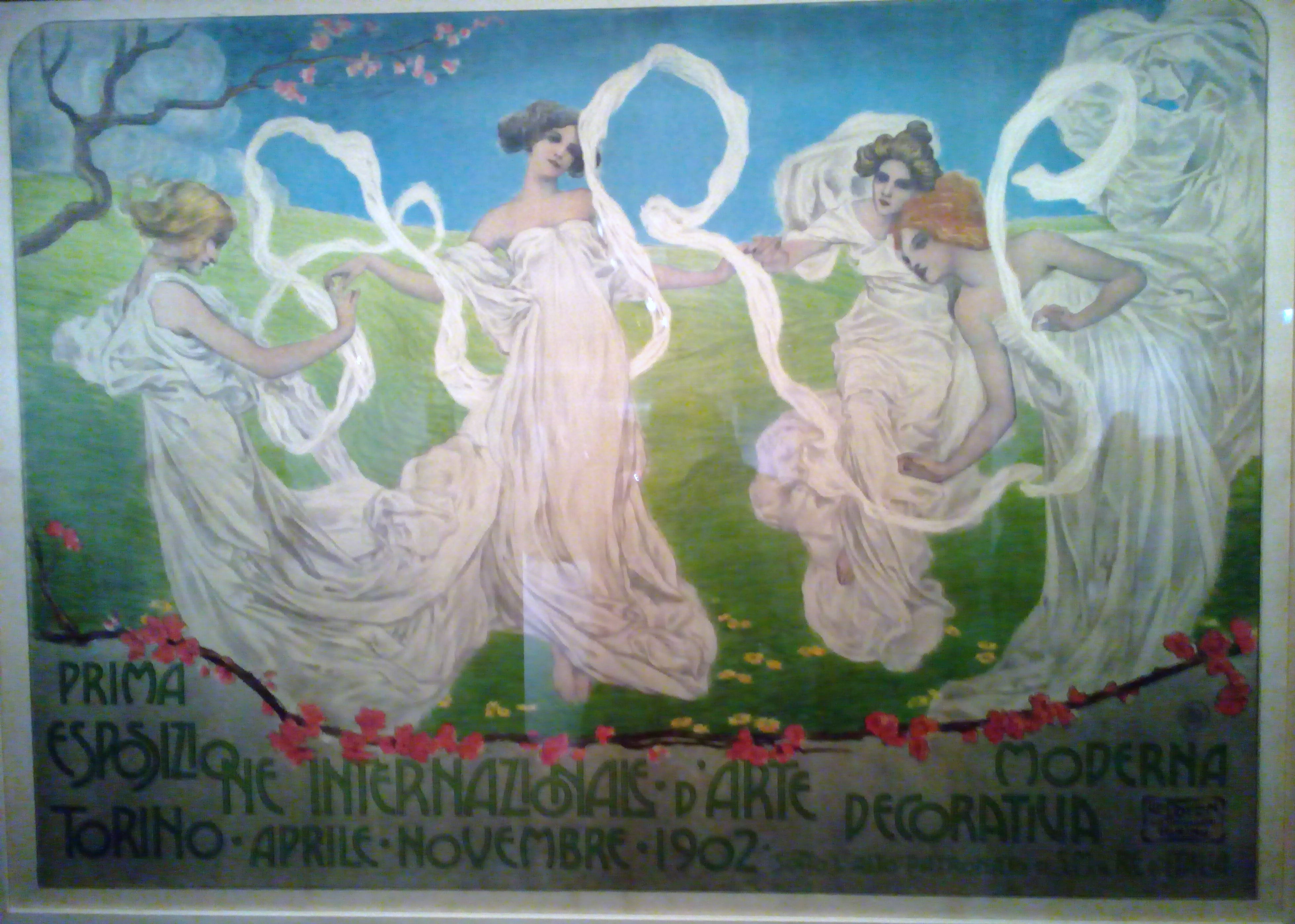
Poster Exposición Internacional del Arte Decorativo Moderno

La Prima Esposizione Internazionale d'Arte Decorativa Moderna (Primera Exposición Internacional del Arte Decorativo Moderno), que tuvo lugar en la ciudad italiana de Turin en 1902, inaugurada el 10 de mayo, fue una Exposición Internacional especializada en el arte decorativo, que significó el triunfo internacional del estilo denominado modernismo o art nouveau. Sólo se admitieron productos originales que mostraran una tendencia decidida hacia la renovación estética. No se aceptaron ni imitaciones de estilos pasados ni productos industriales que no mostraran una inspiración o sentido artístico.
El arquitecto jefe de la muestra fue Raimondo Tommaso D'Aronco, que se inspiró en los pabellones que Joseph Maria Olbrich había construido en Darmstadt.
Numerous interiors were on display incluyendo "A Lady's Writing Room", diseñado por Frances Macdonald y Herbert MacNair de la Glasgow School.